# Regimento Regular de Cavalaria de Minas

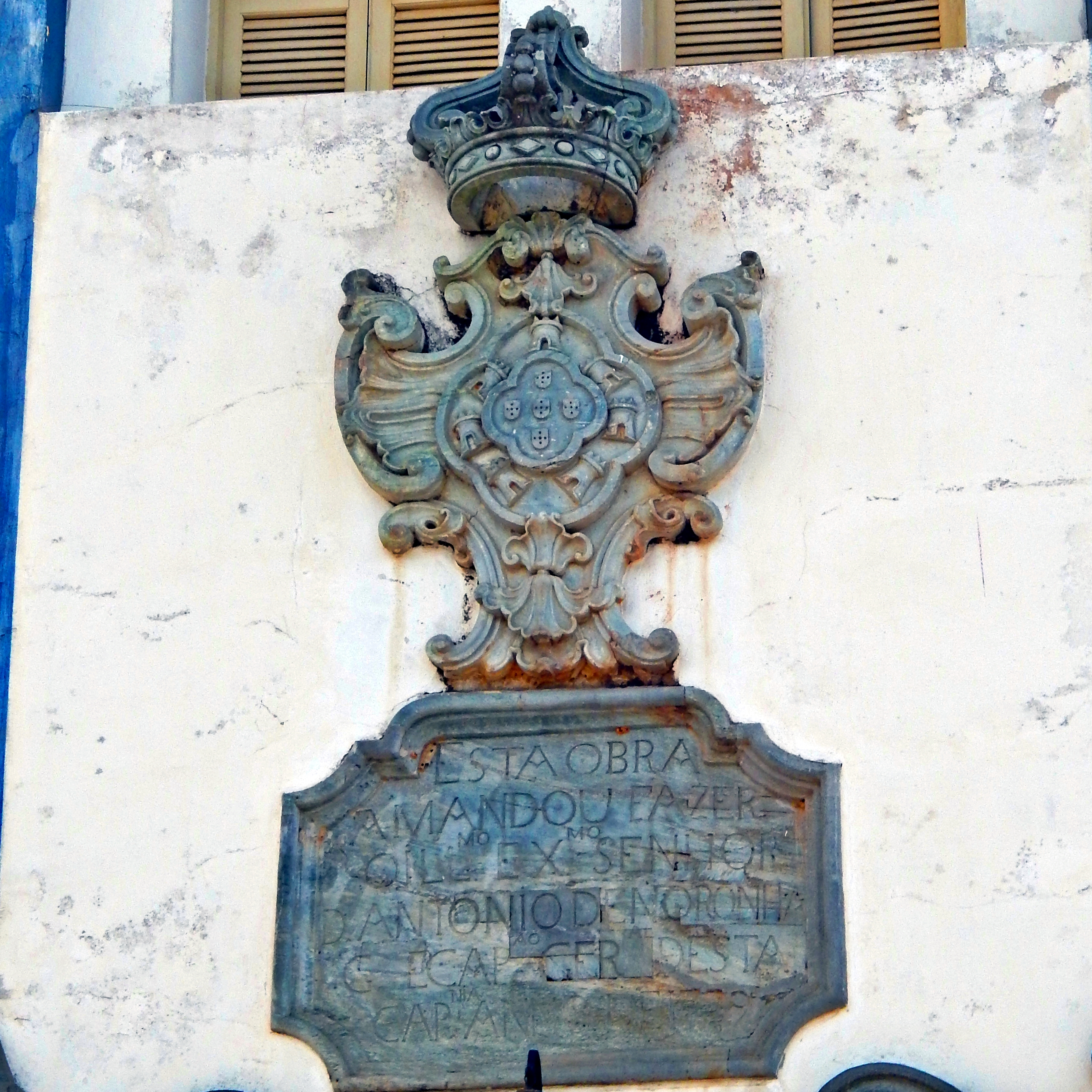
Brasão de Portugal esculpido por Aleijadinho em 1799 em cima da porta principal do antigo quartel da cavalaria de Minas em Cachoeira do Campo, Ouro Preto

Regimento Regular de Cavalaria de Minas (RRCM) foi uma unidade do Exército Português no Brasil e, mais tarde, do Exército Imperial Brasileiro. A unidade era também conhecida como "Dragões Reais de Minas" ou "Dragões d'El-Rei" em virtude de ter tido origem nas companhias de dragões de Minas Gerais.  Em 1808, passou a designar-se "Regimento de Cavalaria de Linha de Minas Gerais" ou "Regimento de Cavalaria de Linha de Vila Rica" e em 1824 passou a designar-se "2º Regimento de Cavalaria de 1ª Linha". Foi extinto em 1831. Hoje em dia, é considerado a célula-máter da Polícia Militar do Estado de Minas Gerais.

## História
A criação do Regimento Regular de Cavalaria de Minas, se deu em 9 de junho de 1775, no Quartel dos Dragões D'El-Rei, situado na antiga Vila Rica (atual Ouro Preto), no distrito de Cachoeira do Campo. O Regimento foi formado pela reunião de três companhias de dragões que tinham sido enviadas de Portugal para Minas Gerais, as duas primeiras em 1719 e a terceira em 1729. Até 1757, estas companhias estiveram na dependência direta do vice-Rei do Brasil, passando então para a dependência do governo da Capitania de Minas Gerais. O Regimento tinha como missão principal, a da garantia da lei e da ordem nas atividades de exploração do ouro e a fiscalização da cobrança de impostos.
O RRCM - onde serviu o alferes Joaquim José da Silva Xavier, conhecido pela alcunha de Tiradentes - é considerado um dos berços da liberdade do Brasil, pelo importante papel na Inconfidência Mineira. 
O antigo Quartel dos Dragões d'El Rei - ainda intacto - abrigou as Escolas Dom Bosco, fundadas em 1896, com pluralidade de cursos instalados: Primário, Secundário, Curso Profissional de Agronomia, Mestres e Contramestres em Artes e Ofícios. Na sua fachada, ainda se encontra um brasão das Armas Reais de Portugal, de autoria do mestre Antônio Francisco Lisboa, o Aleijadinho, esculpido em 1779.

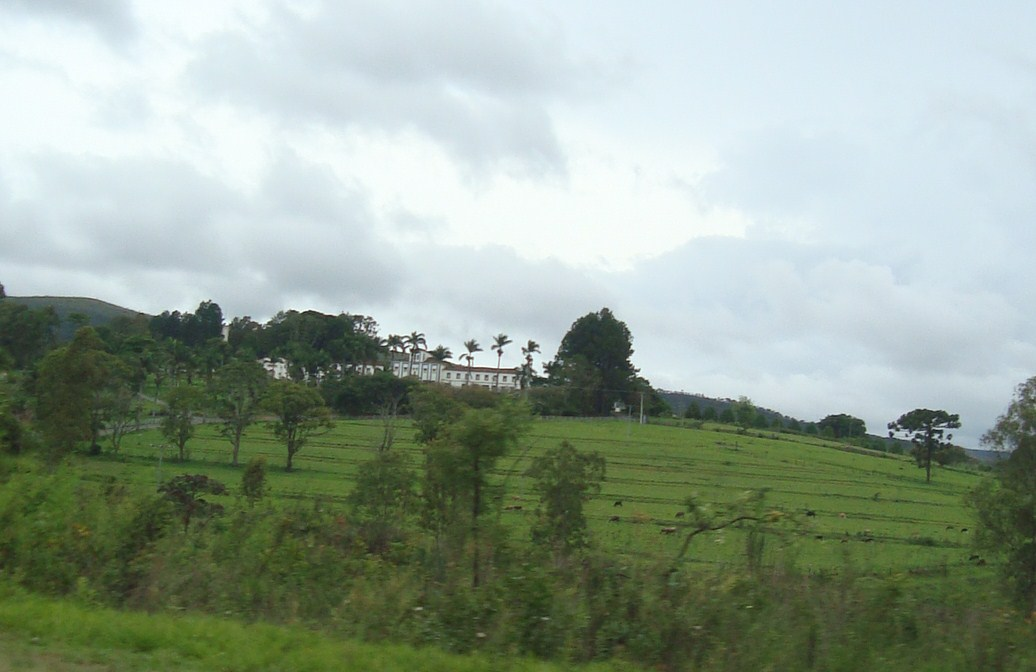
Vista panorâmica do edifício

Na sequência da reorganização das forças militares no Brasil decretadas pelo Rei D. João VI, em 1808, o RRCM passa a designar-se "Regimento de Cavalaria de Linha de Minas Gerais". Na mesma altura, duas companhias do Regimento de Cavalaria de Minas que se encontravam destacadas no Rio de Janeiro juntam-se ao Esquadrão de Cavalaria da Guarda dos Vice-Reis para formarem o novo 1º Regimento de Cavalaria do Exército.
Com a Independência do Brasil, o Regimento de Cavalaria de Linha de Minas Gerais passa a integrar o novo Exército Brasileiro. Por decreto de 1º de dezembro de 1824 do Imperador D. Pedro I do Brasil, a unidade passa a designar-se "2º Regimento de Cavalaria de 1ª Linha".
Por decreto de 4 de maio de 1831, o Regimento foi extinto.

## Regimento de Cavalaria Alferes Tiradentes
O atual Regimento de Cavalaria Alferes Tiradentes (RCAT) da Polícia Militar do Estado de Minas Gerais é considerado o herdeiro das antigas tradições do Regimento Regular de Cavalaria de Minas.